# Breggia (gemeente)
Breggia is een gemeente in het district Mendrisio van het Zwitserse kanton Ticino. De gemeente telt 1.966 inwoners.
De naam van de gemeente is afgeleid van de rivier de Breggia.

## Geschiedenis
De gemeente is op 25 oktober 2009 ontstaan door de fusie van de toenmalige zelfstandige gemeenten Bruzella, Cabbio, Caneggio, Morbio Superiore, Muggio en Sagno.
Balerna · Breggia · Castel San Pietro · Chiasso · Coldrerio · Mendrisio · Morbio Inferiore · Novazzano · Riva San Vitale · Stabio · Vacallo
- Gemeinsame Normdatei: 1064281907
- Historisch woordenboek van Zwitserland: 049571
- Virtual International Authority File: 313262641